# Desmiphora neoflavescens
Desmiphora neoflavescens là một loài bọ cánh cứng trong họ Cerambycidae.